# Гоголин
Гого̀лин (на полски: Gogolin) е град в Южна Полша, разположен в Крапковишки окръг, Ополско войводство. Адимистративен център е на градско-селската Гоголинска община. Заема площ от 20,35 км2.

## География
Градът се намира в историческата област Горна Силезия. Разположен е на 4,5 километра североизточно от окръжния център Крапковице и на 30 километра югоизточно от Ополе.

## История
Селището получава градски статут през 1967 г. В периода (1975 – 1998) е част от старото Ополско войводство.

## Население
Според данни от полската Централна статистическа служба, към 1 януари 2014 г. населението на града възлиза на 6 538 души. Гъстотата е 321 души/км2.

## Побратимени градове
- Шонгау, Германия
- Яблунков, Чехия
- Звежинец, Полша